# Incident de l'île Maury

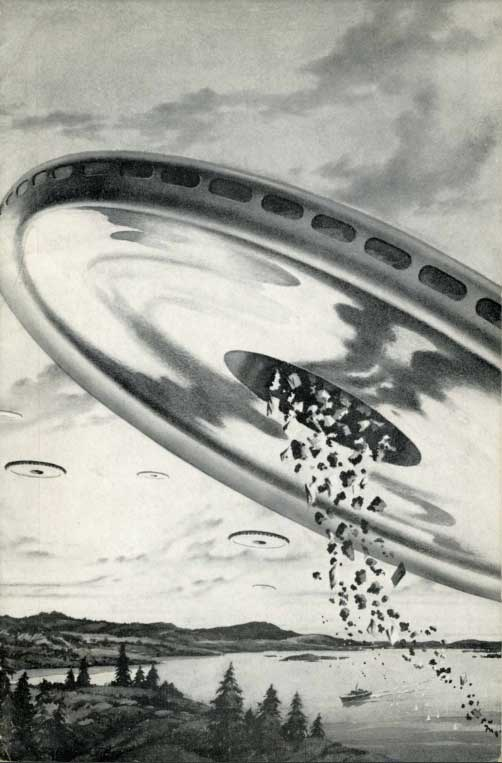
Illustration d'artiste du prétendu incident de l'île Maury.

L'incident de l'île Maury est la prétendue observation de soucoupes volantes qui serait survenue en juin 1947 près de l'île Maury, dans le Puget Sound (État de Washington). Elle est considérée généralement comme une imposture. 

## L'observation
Selon le récit qu'en fit Harold Dahl, l'observation eut lieu le 21 juin 1947, depuis un navire des garde-côtes des États-Unis piloté par Dahl et patrouillant près de l'île Maury, dans le Puget Sound (État de Washington). Dahl était accompagné par son fils Charles, son chien, et d'autres hommes. C'est alors que six objets circulaires d'une trentaine de mètres de diamètre, pourvus au milieu d'une ouverture d'environ 7 ou 8 mètres de diamètre, les survolèrent sans bruit. L'un d'eux semblait être en difficulté et perdait de l'altitude alors que la formation se trouvait à 200 mètres d'altitude environ. L'engin en difficulté aurait alors perdu des débris de métal en fusion qui tuèrent le chien de Dahl et blessèrent au bras son fils Charles. Ces morceaux devaient être brûlants, à en juger par leur sifflement au contact de l'eau. Ensuite, les engins se seraient mis en formation autour de l'aéronef éprouvant des difficultés, ils auraient accéléré avant de disparaître à l'horizon, vers l'ouest,. Le lendemain, un ami de Dahl, Fred Crisman, alors qu'il ramassait ces fragments ou scories sur l'île Maury, aurait observé un ovni décrivant un large cercle au-dessus de la baie.

## L'enquête
Moins d'un mois après la célèbre observation d'engins volants par Kenneth Arnold en juin 1947, Fred Crisman et Harold Dahl envoyèrent à Ray Palmer, le rédacteur en chef de la revue Amazing Stories, des fragments prétendument tombés d'un des engins de l'île Maury. Se rendant compte de l'aubaine que l'histoire représentait pour sa revue, Palmer proposa à Arnold, contre 200 dollars, d'aller interroger Crisman et Dahl, chez eux, à Tacoma. 
Interrogé fin juillet 1947 par Kenneth Arnold, Dahl prétendit qu'un homme mystérieux habillé en noir l'avait contacté pour lui conseiller de se taire à propos de l'incident. La substance mystérieuse n'était rien d'autre que des scories provenant d'une fonderie locale. Arnold ne trouva au matériau rien de spécial. 
Deux officiers de renseignement de l'armée de l'air américaine, le capitaine William Davidson et le lieutenant Frank Brown, vinrent à Tacoma interroger Dahl et Crisman, en présence d'Arnold : à peine eurent-ils vu les fragments métalliques qu'ils se rendirent compte qu'il ne s'agissait que d'aluminium. Ils repartirent avec les fragments mais sans rien dire à Arnold pour ne pas l'embarrasser. Leur B-25 décolla de la base de McCord à Tacoma, pour repartir vers la base de Hamilton (Californie). 20 minutes après le décollage, soit à 3 050 mètres d'altitude environ, un incendie se déclara à l'intérieur de l'avion. Le B-25 s'écrasa près de Kelso, dans l'État de Washington. Les deux officiers périrent dans l'accident, ce qui fit dire à Arnold que les deux officiers étaient morts parce qu'ils en savaient trop.

## L'imposture
Six décennies plus tard, Anthony Bragalia conclut que la prétendue observation a été inventée de toutes pièces par Fred Crisman, un mythomane, et son comparse Harold Dahl, afin de permettre à Crisman d'écrire dans la revue Amazing Stories de Ray Palmer.
Le fils de Harold Dahl, Charles, interrogé par Kalani Hanokano, un ancien directeur du MUFON, a déclaré que l'incident n'avait jamais eu lieu et que lui-même n'avait jamais été brûlé. La chose a été confirmée à un journaliste du Seattle Post Intelligencer par sa sœur, Louise Bakotich, née Dahl, laquelle déclara en outre ne jamais avoir entendu parler de la mort de leur chien à bord du bateau ni de la blessure que les scories auraient causée à son frère. 
Il n'existe d'ailleurs aucun document officiel — rapport de police, enquête de compagnie d'assurances, certificat médical ou autre — attestant la réalité de l'observation et de ses effets. Charles Dahl n'a jamais été conduit à l'hôpital pour soigner quelque brûlure que ce soit. Fred Crisman, auteur à ses heures de récits fantastiques, s'est inspiré de l'observation de Kenneth Arnold et de celle de Roswell pour échafauder l'incident de l'île Maury et il l'a antidaté, trois jours avant l'observation d'Arnold – il emploie le terme de  « soucoupe » (saucer) pour décrire les objets alors que cette acception du terme n'est apparue que lors de l'affaire Kenneth Arnold. Sans ce canular, les deux officiers venus enquêter sur l'affaire ne seraient pas morts accidentellement lors du transport des prétendues scories.
Crisman continua à soutenir la réalité de l'incident de l'île Maury, et Kenneth Arnold, malgré ses doutes, l'a inclus dans son ouvrage de 1952,The Coming of the Saucers. Popularisé par Gray Barker, l'inconnu qui aurait contacté Harold Dahl est à l'origine du mythe des Hommes en noir.
Cependant, avant sa mort, Fred Crisman colportait une nouvelle version de l'incident où les ovnis étaient remplacés par des appareils militaires et les scories par des déchets radiocactifs dangereux jetés dans le port. Cette nouvelle version, tout aussi dénuée de fondement que la précédente, devint dans la littérature soucoupiste la solution du « mystère » de l'île Maury.
Pour le capitaine Edward J. Ruppelt du projet Livre Bleu, l'incident de l'île Maury est le canular le plus douteux de l'histoire des ovnis.

## Culture populaire
Entré dans le folklore local, l'incident de l'île Maury est représenté par une fresque située à Des Moines au sud de Seattle. Un court métrage a été réalisé sur l'affaire en 2014 par Scott Schaefer.

### Filmographie
- Scott Schaefer, The Maury Island Incident, court métrage, 30 minutes, 2014 (The Maury Island Incident, Www.imdb.com, 22 mai 2014 (lire en ligne))